# Hilden Wains
Die Hilden Wains sind die Baseball- und Softball-Abteilung der Hildener Allgemeinen Turnerschaft von 1864 e. V. Die Wains sind hervorgegangen aus den Hilden Wanderers und den Hilden INdianS, die sich nach Jahren der Trennung 1993 wieder zusammentaten. Letztere gründeten außerdem am 22. März 1986 in Hilden mit acht weiteren Vereinen den Baseball & Softball – Landesverband BSV NRW. 1995 folgte der Anschluss als Abteilung an den SV Hilden Ost 1975 e. V. Zum 1. Januar 2012 wechselte die komplette Abteilung aus organisatorischen Gründen zur Hildener Allgemeinen Turnerschaft von 1864 e. V.

## Geschichte

### 1986–1990
Die Hilden Indians, ein Vorläufer der Wains, wurden am Samstag, den 18. Januar 1986 gegründet. Sie nahmen in ihrem ersten Ligajahr als Gründungsmitglied des Landesverbandes BSV NRW und als 18. beim Bundesverband DBV registrierter Verein am Spielbetrieb der Landesliga teil. In der 2. Saison nach der Gründung erfolgte der Aufstieg in die Verbandsliga. Im Jahre 1989 nahmen 5 Nachwuchsspieler der Indians an der 6. Jugend-WM in Tokyo/Japan teil und der Verein wurde um eine Softballmannschaft erweitert. Die damalige Spielstätte der Indians lag an der Grabenstraße im Hildener Westen. Im Jahre 1989 gelang der Herrenmannschaft der Aufstieg in die 2. Bundesliga und der Verein schickte 5 Spieler zur Junioren-EM nach Leeuwarden/Niederlande bzw. 9 Spieler zur 7. Jugend-WM nach Tokyo/Japan.
Am 16. März 1990 wurden die Hilden Wanderers gegründet. Im ersten Jahr der Vereinsgeschichte wurde mit um den Aufstieg in die Verbandsliga gespielt. Die Hilden Indians stiegen im selben Jahr aus der 2. Bundesliga zurück in die Verbandsliga ab.

### 1991–1995
Aufgrund der Neustrukturierung der Baseball-Ligen in NRW erfolgte 1991 für die Hilden Wanderers und die 2. Herrenmannschaft der Indians der Zwangsabstieg in die neu gegründete Bezirksliga. Mit Tim Jüntgen und René Strauß wurden im selben Jahr zwei Spieler der Wanderers ins B-Nationalteam berufen. Die Jugend-Mannschaft der Indians wurde 1992 NRW-Meister und 3. der deutschen Meisterschaft. Der Zusammenschluss der Wanderers und der Indians zu den Hilden Wains wird im Jahre 1993 vollzogen. Aufgrund von Problemen, die Spielstätte zu halten, wurden der Verein 1995 eine Abteilung des SV Hilden Ost. Im selben Jahr wurden mit Silvia Kubat, Tina Hagena und Nicole Buchert drei Spielerinnen in die NRW-Softball-Auswahlmannschaft und mit Christopher Gerlach ein Spieler in die NRW-Schülerauswahlmannschaft nominiert.

### 1996–2000
Die zweite Hälfte der Neunziger, eingeleitet durch das 10. Vereinsjahr, verliefen wenig erfolgreich für die Baseballer der Hilden Wains. Nach einem Neuanfang in der Kreisliga 1997, hervorgerufen durch den Weggang vieler Spieler im Anschluss an die Saison 1996, schaffte das Team der Herren den Aufstieg in die Bezirksliga. Die Damen des Softball-Teams stiegen in die Landesliga auf und erreichten im Pokal das Halbfinale. Im darauffolgenden Jahr stiegen die Herren wieder ab in die Kreisliga und die Damen begingen ihr 10. Jahr in Hilden. 1999 gewann das Jugend-Team in der Verbandsliga alle Spiele, wurde Meister und fuhr zur Deutschen Meisterschaft, wo die jungen Spieler den vierten Platz erreichten. Das neue Jahrtausend brachte den Hilden Wains einen Aufstieg der Damen in die Softball-Verbandsliga und die Junioren erreichten den zweiten Tabellenplatz, der für eine Nachnominierung in die Jugend-Verbandsliga reichte. Unter der Federführung von Walter Kirchhoff, wurde im Jahre 2000 die „AG Wains-Field“ gegründet, welche es sich zum Ziel machte einen eigenständigen Baseball-Platz für die Hilden Wains zu finden. Im Jahr 2013 wurde auf dem Sportplatz Kemperdick in Hochdahl gespielt.

## Erfolge

### Baseball
- 1989: Aufstieg in die 2. Baseball-Bundesliga (damals Hilden Indians)
- 1992: Jugend wird NRW-Meister und nimmt an der Deutschen Meisterschaft teil (3. Platz) (damals Hilden Indians)
- 1999: Jugend wird NRW-Meister und nimmt an der Deutschen Meisterschaft teil (4. Platz)
- 2004: Herren steigen in die DBV Regionalliga Nord-West auf. Dies war der 4. Aufstieg in Folge
- 2005: erreichen des NRW Baseball Pokalfinales gegen Bonn Capitals

### Softball
- 2005: Aufstieg in die Softball-Bundesliga
- 2006: DBV Bundesliga Nord (6. Platz)
- 2006: erreichen des NRW Softball Pokalfinales gegen Wesseling Vermins
- 2007: DBV Bundesliga (5. Platz)

## Auswahlspieler
Folgende Spieler der Hilden Wains nahmen an internationalen Turnieren teil bzw. wurden in die Nationalmannschaft berufen:
- Niels Buschke, Stefan Heinz, Tom Jüntgen, Jan Kretschmer, Christian Pinske damals Hilden Indians (Teilnahme an der 6. Baseball Jugend-WM in Tokyo, 1988)
- Pierre Allam, Tim Jüntgen, Adam Soreck, Rene Strauß, Eric Hürtgen damals Hilden Indians (Teilnahme an der Baseball Jugend-EM in Leeuwarden, 1989)
- Hardy Hagena, Stefan Heinz, Robert Jerzy, Ulrich Rabenstein, Jörg Schmid, Timo Wiek, Dennis und Sascha Wöbkenberg, Tatsuji Yoshioka damals Hilden Indians (Teilnahme an der 7. Baseball Jugend-WM in Tokyo, 1989)
- Tim Jüntgen, Rene Strauß damals Hilden Wanderers (nominierung für B-Nationalmannschaft Baseball, 1991 sowie 1992)